# Bojong Menteng (Rawalumbu)
Bojong Menteng is een bestuurslaag in het regentschap Kota Bekasi van de provincie West-Java, Indonesië. Bojong Menteng telt 40.194 inwoners (volkstelling 2010).